# Haßlacherbergkette
Haßlacherbergkette (Haßlacherberg, Haßlacherberge) ist eine Landschaftsbezeichnung für eine Hügellandschaft westlich von Kronach.
Sie bildet einen nördlichen Zipfel des Obermainischen Hügellandes und wird im Süden von der Schmölzer Senke oder Verwerfung, im Westen vom Steinachtal, im Norden von der Burggruber Senke und der Fränkischen Linie und im Osten vom Haßlachtal und von Kronach bis Johannisthal vom Rodachtal begrenzt.

## Geologie
Der Haßlacherberg präsentiert sich als Buntsandstein-Hochfläche, deren Schichteinfall im Allgemeinen bis zu 80 Grad zum Frankenwald hin geneigt ist.

## Gewässer
Die westliche Abgrenzung des Haßlacherberges bildet die Steinach und in Richtung Burggrub auch die ihr zulaufende Föritz, deren Nebenfluss "Untere Föritz" am Haßlacherberg entspringt.
Im Süden liegen die Krebsbäche zu Fuße: der Krebsbach (Steinach) und der Krebsbach (Rodach), die beide am Berge entspringen. Weitere Nebenflüsse des Krebsbaches (zur Rodach) sind der Kieferiggraben und der Zigeunergraben.
An der Ostgrenze verläuft südwärts die Haßlach mit ihren hier entspringenden Nebenflüssen Geiersbach, Steinbach, Eiersbach, Seelabach und Dobersgrundbach. In Kronach mündet sie in die Rodach, die in Johannisthal den Krebsbach aufnimmt.
Im Norden, in der Burggruber Senke, läuft der Lochbach und der ihm zufließende Haigerbach der Haßlach zu.

## Relief
Während die Fußhöhe ca. 300–350 Meter NN beträgt, erreichen einige Erhebungen die 500-Meter-Marke:
- Wasserbehälter im Ortsteil Brand: 503 m
- Rotschreuther Berg (Gemarkung Kaltenbrunn): 503 m
- Heidelberg (Schmölzer Wald): 516,7 m
- Oberer roter Bühl: 517,1 m

## Sehenswürdigkeiten
- Heunischenburg: Rekonstruktion einer Befestigungsanlage aus der Urnenfelderzeit

## Bildungsangebote
- Geoökologischer Lehrpfad am Heidelberg